# 塔勒 (萨克森-安哈尔特州)
塔勒（德語：Thale，發音：[ˈtaːlə]）是德国萨克森-安哈尔特州哈茨县的城市，面积137.6平方千米，2023年12月31日人口为16,721人。現在塔勒的主要產業是旅遊業，這裡的觀光產業十分發達。

## 友好城市
- 德国 塞森（1990年）
- 法國 奥尔日河畔瑞维西（1998年）
- 尼日尔 蒂拉貝里（1998年）